# Anax maclachlani
Anax maclachlani är en trollsländeart som beskrevs av W. Foerster 1898. Anax maclachlani ingår i släktet Anax och familjen mosaiktrollsländor. Inga underarter finns listade i Catalogue of Life.